# Норвешка на Европском првенству у атлетици у дворани 2021.
Норвешка је учествовала на 36. Европском првенству у дворани 2021 који се одржао у Торуњу, Пољска, од 4. до 7. марта. Ово је тридесет друго европско првенство у дворани од 1970. године када је Норвешка први пут учествовала. Репрезентацију Норвешке представљало је 12 спортиста (11 мушкараца и 1 жена) који су се такмичили у 7 дисциплина (6 мушких и 1 женска).
На овом првенству представници Норвешке су освојили 2 медаље (2 златне) и у укупном пласману делили 7. место.
У табели успешности (према броју и пласману такмичара који су учествовали у финалним такмичењима (првих 8 такмичара) Норвешка је са 4 учесника у финалу заузела 14. место са 22 бодова.
| Пл. | Земља    | 1. место | 2. место | 3. место | 4. место | 5. место | 6. место | 7. место | 8. место | Бр. фин.-Бод. |
| --- | -------- | -------- | -------- | -------- | -------- | -------- | -------- | -------- | -------- | ------------- |
| 14. | Норвешка | 2–16     | –        | –        | –        | 1–4      | –        | 1–2      | –        | 4–22          |

## Учесници
| Мушкарци: - Матиас Хове Јохансен — 60 м - Јакоб Ваула — 60 м - Еван Меинсет — 60 м - Тобијас Гренстад — 800 м - Јакоб Ингебригтсен — 1.500 м, 3.000 м - Филип Ингебригстен — 1.500 м - Јакоб Боутера — 1.500 м - Нарве Гиље Нордас — 3.000 м - Бјернар Санднес Лилефосе — 3.000 м - Владимир Вукичевић — 60 м препоне - Маркус Томсен — Бацање кугле | Жене: - Хеда Хине — 800 м |  |

## Освајачи медаља (2)

### Злато (2)
- Јакоб Ингебригтсен — 1.500 м
- Јакоб Ингебригтсен — 3.000 м

## Резултати

### Мушкарци
| Атлетичар                | Дисциплина   | Лични рекорд | Квалификаије   | Квалификаије | Полуфинале            | Полуфинале            | Финале                                   | Финале       | Детаљи                                   |
| Атлетичар                | Дисциплина   | Лични рекорд | Резултат       | Место        | Резултат              | Место                 | Резултат                                 | Место        | Детаљи                                   |
| ------------------------ | ------------ | ------------ | -------------- | ------------ | --------------------- | --------------------- | ---------------------------------------- | ------------ | ---------------------------------------- |
| Матиас Хове Јохансен     | 60 м         | 6,76         | 6,73 (.727) ЛР | 4. у гр. 5   | Нису се квалификовали | Нису се квалификовали | Нису се квалификовали                    | 26 / 63 (65) |                                          |
| Јакоб Ваула              | 60 м         | 6,72         | 6,75 (.750)    | 5. у гр. 6   | Нису се квалификовали | Нису се квалификовали | Нису се квалификовали                    | 35 / 63 (65) |                                          |
| Еван Меинсет             | 60 м         | 6,72         | 6,80 (.799)    | 6. у гр. 9   | Нису се квалификовали | Нису се квалификовали | Нису се квалификовали                    | 48 / 63 (65) |                                          |
| Тобијас Гренстад         | 800 м        | 1:48,86      | 1:52,44        | 6. у гр. 2   | Нису се квалификовали | Нису се квалификовали | Нису се квалификовали                    | 37 / 38 (39) |                                          |
| Јакоб Ингебригтсен       | 1.500 м      | 3:31,80 НР   | 3:39,89 КВ     | 2. у гр. 3   |                       |                       | 3:37,56                                  |              |                                          |
| Филип Ингебригтсен       | 1.500 м      | 3:36,32      | 3:41,52 (.515) | 4. у гр. 1   | Нису се квалификовали | 20 / 50 (51)          | Архивирано на веб-сајту (30. април 2021) |              |                                          |
| Јакоб Боутера            | 1.500 м      | 3:43,88      | 3:41,69 ЛР     | 6. у гр. 2   | Нису се квалификовали | 23 / 50 (51)          | Архивирано на веб-сајту (30. април 2021) |              |                                          |
| Јакоб Ингебригтсен       | 3.000 м      | 7:51,20      | 7:49,52 КВ, ЛР | 3. у гр. 3   | 7:48,20 ЛР            |                       |                                          |              |                                          |
| Нарве Гиље Нордас        | 3.000 м      | 7:51,82      | 7:55,03 КВ     | 2. у гр. 1   | 7:50,21 ЛР            | 5 / 31 (34)           |                                          |              |                                          |
| Бјернар Санднес Лилефосе | 3.000 м      | 7:58,01      | 8:02,00        | 10. у гр. 1  | Нису се квалификовали | 24 / 31 (34)          |                                          |              |                                          |
| Владимир Вукичевић       | 60 м препоне | 7,69         | 7,78 (.774) КВ | 3. у гр. 1   | Нису се квалификовали | 7,73 (.730) =ЛРС      | 4. у гр. 2                               | 11 / 35      | Архивирано на веб-сајту (30. април 2021) |
| Маркус Томсен            | Бацање кугле | 21,09 НР     | 20,27 кв       | 8.           |                       |                       | 20,28                                    | 7 / 13       |                                          |

### Жене
| Атлетичарка | Дисциплина | Лични рекорд | Квалификаије | Квалификаије | Полуфинале            | Полуфинале            | Финале                | Финале       | Детаљи |
| Атлетичарка | Дисциплина | Лични рекорд | Резултат     | Место        | Резултат              | Место                 | Резултат              | Место        | Детаљи |
| ----------- | ---------- | ------------ | ------------ | ------------ | --------------------- | --------------------- | --------------------- | ------------ | ------ |
| Хеда Хине   | 800 м      | 2:00,92 НР   | 2:06,46      | 3. у гр. 3   | Није се квалификовала | Није се квалификовала | Није се квалификовала | 27 / 34 (35) |        |